# Río Tollense
El Tollense es un río en Mecklemburgo-Pomerania Occidental, al noreste de Alemania, afluente directo del Peene. Nace al sud del Tollensesee (lago de la Tollense). Después de 14 km llega al Tollensesee y sale de él en la ciudad de Nuevo Brandeburgo. Desde allí recorre 68 km hacia el norte y vacía su caudal en el río Peene en Demmin, que acaba desembocando en la bahía de Pomerania.

## Sitio arqueológico
Desde 1997, restos humanos de la Edad de Bronce han sido encontrados en la región denominada "Tollensetal" (valle del Tollense), algunos de los cuales exhibían signos de heridas considerables y muerte violenta. Desde entonces se han descubierto cientos de fragmentos óseos, así como armas de madera y puntas de lanza. Estos hallazgos fueron posibles debido a la preservación del antiguo suelo pantanoso y al hecho de que el Tollense nunca ha cambiado su curso con el paso del tiempo.
Estudios arqueológicos subsiguientes han permitido estimar que el sitio del valle del Tollense pudo haber sido escenario del enfrentamiento bélico más temprano y de mayor magnitud de la Edad de Bronce, con una fecha próxima al año 1200 a. C., y la evidencia más temprana de una batalla de este tamaño en el mundo antiguo, pues, aunque hay textos antiguos de China, India y Medio Oriente que hablan de batallas en este periodo, no hay evidencia física que las demuestren. La presencia de cráneos fracturados parcialmente enterrados en el sitio sugiere que el combate fue cuerpo a cuerpo, posiblemente entre tribus guerreras rivales. La mayoría de los restos arqueológicos parecen pertenecer a individuos jóvenes, y algunas de sus heridas parecieran haber tenido lugar inmediatamente antes de su muerte. Los cuerpos parecen no haber sido enterrados en una ceremonia fúnebre normal sino arrojados al río. Huesos de caballos también encontrados en el sitio y huesos del muslo fracturados sugieren que hubo caídas de jinetes durante el combate.
Hacia 2015, los cuerpos de 130 individuos y 5 caballos habían sido identificados en un área de 450 metros cuadrados; el campo de batalla en su conjunto puede contener unas 750 personas. Se estima que unos 4000 guerreros formaron parte de la batalla. En esa época, esa zona del norte de Europa no contaba con centros urbanos ni aldeas pequeñas. La gente vivía con sus familias extendidas en granjas, y la densidad poblacional era menor a cinco personas por km cuadrado. El asentamiento más cercano se ubicaba unos 350 km al sudeste, en Watenstedt (en las cercanías de la actual ciudad de Salzgitter). Vestigios químicos en los restos arqueológicos indican que la mayoría de los guerreros de Tollense provenían de cientos de kilómetros de distancia; de hecho, sugieren la existencia de una clase guerrera entrenada, con individuos de toda Europa que se unieron a la batalla.